# Аліне Феррейра
Аліне да Сілва Ферейра (порт. Aline da Silva Ferreira; нар. 18 жовтня 1986, Сан-Паулу) — бразильська борчиня вільного стилю, срібна призерка чемпіонату світу, шестиразова призерка Панамериканських чемпіонатів, дворазова срібна та бронзова призерка Панамериканських ігор, чемпіонка Південної Америки, чемпіонка Південноамериканських ігор, учасниця двох Олімпійських ігор.

## Біографія
Боротьбою займається з 2001 року. Найкращий борець Бразилії 2014 року.

## Спортивні результати на міжнародних змаганнях

### Виступи на Олімпіадах
| Змагання                    | Збірна   | Вагова категорія          | Місце |
| --------------------------- | -------- | ------------------------- | ----- |
| Літні Олімпійські ігри 2016 | Бразилія | жіноча боротьба, до 75 кг | 9     |
| Літні Олімпійські ігри 2020 | Бразилія | жіноча боротьба, до 76 кг | 14    |

### Виступи на Чемпіонатах світу
| Змагання                        | Збірна   | Вагова категорія          | Місце  |
| ------------------------------- | -------- | ------------------------- | ------ |
| Чемпіонат світу з боротьби 2003 | Бразилія | жіноча боротьба, до 72 кг | 21     |
| Чемпіонат світу з боротьби 2009 | Бразилія | жіноча боротьба, до 67 кг | 21     |
| Чемпіонат світу з боротьби 2010 | Бразилія | жіноча боротьба, до 72 кг | 16     |
| Чемпіонат світу з боротьби 2011 | Бразилія | жіноча боротьба, до 72 кг | 10     |
| Чемпіонат світу з боротьби 2012 | Бразилія | жіноча боротьба, до 72 кг | 10     |
| Чемпіонат світу з боротьби 2013 | Бразилія | жіноча боротьба, до 72 кг | 24     |
| Чемпіонат світу з боротьби 2014 | Бразилія | жіноча боротьба, до 75 кг | Срібло |
| Чемпіонат світу з боротьби 2015 | Бразилія | жіноча боротьба, до 75 кг | 5      |
| Чемпіонат світу з боротьби 2017 | Бразилія | жіноча боротьба, до 75 кг | 18     |
| Чемпіонат світу з боротьби 2019 | Бразилія | жіноча боротьба, до 76 кг | 14     |

### Виступи на Панамериканських чемпіонатах
| Змагання                                   | Збірна   | Вагова категорія          | Місце  |
| ------------------------------------------ | -------- | ------------------------- | ------ |
| Панамериканський чемпіонат з боротьби 2009 | Бразилія | жіноча боротьба, до 67 кг | Бронза |
| Панамериканський чемпіонат з боротьби 2010 | Бразилія | жіноча боротьба, до 72 кг | Бронза |
| Панамериканський чемпіонат з боротьби 2011 | Бразилія | жіноча боротьба, до 72 кг | Срібло |
| Панамериканський чемпіонат з боротьби 2013 | Бразилія | жіноча боротьба, до 72 кг | 8      |
| Панамериканський чемпіонат з боротьби 2014 | Бразилія | жіноча боротьба, до 75 кг | 7      |
| Панамериканський чемпіонат з боротьби 2015 | Бразилія | жіноча боротьба, до 75 кг | Бронза |
| Панамериканський чемпіонат з боротьби 2016 | Бразилія | жіноча боротьба, до 75 кг | Бронза |
| Панамериканський чемпіонат з боротьби 2017 | Бразилія | жіноча боротьба, до 75 кг | Срібло |
| Панамериканський чемпіонат з боротьби 2018 | Бразилія | жіноча боротьба, до 76 кг | 5      |
| Панамериканський чемпіонат з боротьби 2020 | Бразилія | жіноча боротьба, до 76 кг | Бронза |
| Панамериканський чемпіонат з боротьби 2021 | Бразилія | жіноча боротьба, до 76 кг | Бронза |

### Виступи на Панамериканських іграх
| Змагання                  | Збірна   | Вагова категорія          | Місце  |
| ------------------------- | -------- | ------------------------- | ------ |
| Панамериканські ігри 2011 | Бразилія | жіноча боротьба, до 72 кг | Срібло |
| Панамериканські ігри 2015 | Бразилія | жіноча боротьба, до 75 кг | Бронза |
| Панамериканські ігри 2019 | Бразилія | жіноча боротьба, до 76 кг | Срібло |

### Виступи на Чемпіонатах Південної Америки
| Змагання                                    | Збірна   | Вагова категорія          | Місце  |
| ------------------------------------------- | -------- | ------------------------- | ------ |
| Чемпіонат Південної Америки з боротьби 2012 | Бразилія | жіноча боротьба, до 72 кг | Золото |

### Виступи на Південноамериканських іграх
| Змагання                       | Збірна   | Вагова категорія          | Місце  |
| ------------------------------ | -------- | ------------------------- | ------ |
| Південноамериканські ігри 2014 | Бразилія | жіноча боротьба, до 75 кг | Золото |
| Південноамериканські ігри 2018 | Бразилія | жіноча боротьба, до 76 кг | Срібло |

### Виступи на інших змаганнях
| Змагання                                                               | Збірна   | Вагова категорія          | Місце  |
| ---------------------------------------------------------------------- | -------- | ------------------------- | ------ |
| Гран-прі Іспанії з боротьби 2011                                       | Бразилія | жіноча боротьба, до 72 кг | 5      |
| Відкритий чемпіонат Польщі з боротьби 2011                             | Бразилія | жіноча боротьба, до 72 кг | Бронза |
| Турнір Дана Колова — Николи Петрова 2012                               | Бразилія | жіноча боротьба, до 72 кг | 7      |
| Олімпійський кваліфікаційний турнір з боротьби 2012 (Кіссіммі-Орландо) | Бразилія | жіноча боротьба, до 72 кг | 6      |
| Олімпійський кваліфікаційний турнір з боротьби 2012 (Тайюань)          | Бразилія | жіноча боротьба, до 72 кг | 11     |
| Олімпійський кваліфікаційний турнір з боротьби 2012 (Гельсінкі)        | Бразилія | жіноча боротьба, до 72 кг | 5      |
| Турнір Дана Колова — Николи Петрова 2013                               | Бразилія | жіноча боротьба, до 72 кг | Бронза |
| Гран-прі Іспанії з боротьби 2013                                       | Бразилія | жіноча боротьба, до 72 кг | 9      |
| Міжнародний турнір Олімпія 2013                                        | Бразилія | жіноча боротьба, до 72 кг | Бронза |
| Міжнародний турнір Ньюйоркського атлетичного клубу 2013                | Бразилія | жіноча боротьба, до 72 кг | 4      |
| Кубок Бразилії з боротьби 2013                                         | Бразилія | жіноча боротьба, до 72 кг | Срібло |
| Золотий Гран-прі з боротьби 2014 (Париж)                               | Бразилія | жіноча боротьба, до 75 кг | Золото |
| Турнір Дана Колова — Николи Петрова 2014                               | Бразилія | жіноча боротьба, до 75 кг | Бронза |
| Золотий Гран-прі з боротьби 2014 (Баку)                                | Бразилія | жіноча боротьба, до 75 кг | 7      |
| Чемпіонат світу з боротьби серед військовослужбовців 2014              | Бразилія | жіноча боротьба, до 75 кг | Золото |
| Міжнародний меморіал Білла Фаррелла 2014                               | Бразилія | жіноча боротьба, до 75 кг | 4      |
| Кубок Бразилії з боротьби 2014                                         | Бразилія | жіноча боротьба, до 75 кг | Золото |
| Гран-прі Парижа з боротьби 2015                                        | Бразилія | жіноча боротьба, до 75 кг | 7      |
| Klippan Lady Open 2015                                                 | Бразилія | жіноча боротьба, до 75 кг | 7      |
| Кубок Канади з боротьби 2015                                           | Бразилія | жіноча боротьба, до 75 кг | Бронза |
| Золотий Гран-прі з боротьби 2015                                       | Бразилія | жіноча боротьба, до 75 кг | 7      |
| Кубок Бразилії з боротьби 2015                                         | Бразилія | жіноча боротьба, до 75 кг | Золото |
| Тестовий турнір UWW 2016                                               | Бразилія | жіноча боротьба, до 75 кг | Бронза |
| Київський Міжнародний турнір з боротьби 2016                           | Бразилія | жіноча боротьба, до 75 кг | Срібло |
| Турнір міста Сассарі 2016                                              | Бразилія | жіноча боротьба, до 75 кг | Золото |
| Cerro Pelado International 2016                                        | Бразилія | жіноча боротьба, до 75 кг | Золото |
| Гран-прі Іспанії з боротьби 2016                                       | Бразилія | жіноча боротьба, до 75 кг | 5      |
| Чемпіонат світу з боротьби серед військовослужбовців 2016              | Бразилія | жіноча боротьба, до 75 кг | Золото |
| Золотий Гран-прі з боротьби 2016                                       | Бразилія | жіноча боротьба, до 75 кг | 7      |
| Чемпіонат світу з боротьби серед військовослужбовців 2018              | Бразилія | жіноча боротьба, до 76 кг | 7      |
| Турнір міста Сассарі з боротьби 2019                                   | Бразилія | жіноча боротьба, до 76 кг | 12     |
| Кубок Канади з боротьби 2019                                           | Бразилія | жіноча боротьба, до 76 кг | Бронза |
| Гран-прі Іспанії з боротьби 2019                                       | Бразилія | жіноча боротьба, до 76 кг | Срібло |
| Турнір Яшара Догу 2019                                                 | Бразилія | жіноча боротьба, до 76 кг | Срібло |
| Всесвітні ігри військовослужбовців 2019                                | Бразилія | жіноча боротьба, до 76 кг | 8      |
| Міжнародний меморіал Білла Фаррелла 2019                               | Бразилія | жіноча боротьба, до 76 кг | Срібло |
| Меморіал Маттео Пелліконе 2020                                         | Бразилія | жіноча боротьба, до 76 кг | 12     |
| Олімпійський кваліфікаційний турнір з боротьби 2020 (Оттава)           | Бразилія | жіноча боротьба, до 76 кг | Срібло |
| Меморіал Маттео Пелліконе 2021                                         | Бразилія | жіноча боротьба, до 76 кг | 5      |
| Відкритий чемпіонат Польщі з боротьби 2021                             | Бразилія | жіноча боротьба, до 76 кг | 9      |

### Виступи на змаганнях молодших вікових груп
| Змагання                                                 | Збірна   | Вагова категорія          | Місце  |
| -------------------------------------------------------- | -------- | ------------------------- | ------ |
| Панамериканський чемпіонат з боротьби серед юніорів 2005 | Бразилія | жіноча боротьба, до 72 кг | Срібло |
| Панамериканський чемпіонат з боротьби серед юніорів 2006 | Бразилія | жіноча боротьба, до 72 кг | Золото |
| Чемпіонат світу з боротьби серед юніорів 2006            | Бразилія | жіноча боротьба, до 72 кг | Срібло |